# Almindelig springabe
Almindelig springabe (Callicebus moloch) er en art i slægten springaber blandt vestaberne. Den lever i sumpområder og oversvømmet tropisk skov i Brasiliens amazonområde.

## Beskrivelse
Kropslængden er 27-43 cm og den buskede hale 35-55 cm. Den almindelige springabe er brunlig på ryggen og orange på undersiden, mens ansigtet er mørkt. Den bevæger sig med langsomme bevægelser i den nedre del af kronetaget. Han og hun danner stabile par, der lige før dagslys "synger" i duet sammen. Ungerne forbliver hos forældrene i op til tre år. Den seneste unge bæres i det første år på ryggen af hannen, der også deler sin føde med den.